# Гадрани, Гиорги
Гио́рги Гадра́ни (груз. გიორგი გადრანი; род. 30 сентября 1994, Тбилиси) — грузинский футболист, защитник казахстанского клуба «Атырау».

## Биография
В Грузии играл в команде «Гагра» (Тбилиси). Зимой 2015 года проходил просмотр в команде украинской Премьер-лиги «Олимпик» (Донецк). В марте 2015 года заключил контракт с другим украинским клубом — одесским «Черноморцем».
4 апреля того же года провёл матч в команде «моряков» в УПЛ, выйдя в матче против киевского «Динамо» в стартовом составе. Всего до конца сезона футболист сыграл за основной состав «Черноморца» 5 матчей в чемпионате и Кубке Украины. 2 января 2016 года было официально объявлено о продлении контракта Гиорги с «Черноморцем». Летом 2017 года покинул «Черноморец», после чего выступал за «Динамо» (Тбилиси). 11 марта 2018 года перешёл в украинский клуб «Десна» (Чернигов).

## Достижения
«Десна»
- Бронзовый призёр Первой лиги: 2017/18.